# Volokonovka
Volokonovka (rusky Волоконовка) je sídlo městského typu v Bělgorodské oblasti v Rusku. Je to důležitá železniční stanice na trati Staryj Oskol - Valujky.

## Geografie
Obec se nachází na levém břehu řeky Oskol (povodí Donu), 30 km jižně od Nového Oskolu a asi 90 km východně od oblastního centra Bělgorodu.
Volokonovka je správním střediskem stejnojmenného okresu.

## Dějiny
V roce 1731 kníže Grigorij Grigorjevič Volkonskij sehnal osadníky z Achtyrky, Vorožby a Gluchova a založil osadu, která byla po něm pojmenována jako Volokonovka. Již v 18. století se Volokonovka stala regionálním obchodním centrem. Podle sčítání obyvatel zde v roce 1877 žilo již 6 240 obyvatel.
Během druhé světové války byla obec od 3. července 1942 do 3. února 1943 obsazena německým Wehrmachtem.
V roce 1961 získala Volokonovka status sídla městského typu.
Dne 25. června 2011 byl v obci odhalen pomník knížete Volkonského.

## Hospodářství a doprava
Ve Volokonovce působí firmy především v potravinářském průmyslu a ve stavebnictví.
Obec je od 1. října 1897 napojena na železniční trať, která spojuje Moskvu přes Jelec a Valujky s Donbasem. Přes Volokonovku prochází také regionální silnice R187, která ji spojuje s Novyj Oskolem a s Roveňkami.